# Motoko-chan no Wonder Kitchen
Motoko-chan no Wonder Kitchen (もと子ちゃんのワンダーキッチン, «Little Motoko's Wonder Kitchen») o Motokochan in Wonder Kitchen es un videojuego point-and-click de 1993 para la Super Famicom que cuenta con minijuegos relacionados con la cocina. El juego fue un ítem promocional con una producción de 10.000 unidades, que fueron utilizadas para un sorteo. Los consumidores que enviaran por correo dos pruebas de compra de mayonesa Ajinomoto recibirían una copia del juego y entrarían al concurso, que tuvo una duración de cinco meses, entregando 2.000 premios cada mes.

## Jugabilidad
Se utilizan nombres de productos de marca de supermercados japoneses como un truco publicitario de la compañía Ajinomoto. Una chica joven llamada Motoko lleva a los niños por un mundo de fantasía y proporciona contenido educativo e informativo acerca de la historia de la mayonesa y otras cosas relacionadas con la historia de la comida. Algunos juegos incluyen reversi contra una bruja y encontrar siete enanos que se convierten en salchichas. La jugabilidad se asemeja a un título más famoso de Nintendo DS, Cooking Mama, el cual fue lanzado más de una década después en 2006.
El juego admite el ratón para Super Famicom.

### Ítems

#### Comida
- Tomate
- Col
- Sal
- Pimienta
- Mayonesa
- Atún
- Hongos

#### Utensilios
- Cuchara
- Cuchillo de Chef
- Palillos
- Olla
- Escurridor
- Horno
- Microondas